# Joaquín Martínez de Oxinagas
Joaquín Martínez de Oxinagas (Bilbao, País Basc, 26 d'octubre de 1719 - Madrid, (Castella), 24 d'octubre de 1789) fou un organista i compositor del segle xviii.
Segons Baltasar Saldoni, el 1746 era tercer organista de la Capella Reial de Madrid; els llibres de Toledo diuen que segon, el temps que passà a Toledo, on aconseguí la plaça i Ració 49 d'organista, essent elegit el 19 de setembre de 1750 i prenent possessió el 12 de desembre d'aquest any. Deixà la plaça el 25 de juny de 1754. El seu antecessor fou Jacinto del Rio (1714-1750), i el successor Joaquín Beltrán (1765).
Fou un dels més notables organistes espanyols i va compondre gran nombre d'obres, de les que Felip Pedrell va publicar dues fugues i un Intento, que demostren facultats destacades.